# Set Your Body Free
Set Your Body Free – drugi album szwedzkiego wokalisty Danny’ego. Na sklepowych półkach pojawił się po raz pierwszy w Szwecji w grudniu 2008 roku. Singlem promującym płytę została piosenka „Radio”. Singel nagrany w duecie z Sashą Strunin znalazł się jedynie na polskiej edycji płyty.

## Lista utworów
1. Radio – 2:55
2. Kiss You All Over – 3:37
3. Emely feat. Sasha Strunin – 3:02
4. Utopia – 3:46
5. All on You – 3:07
6. Unite This Heart – 3:29
7. Need to Know – 2:52
8. Set Your Body Free – 3:53
9. Running Away – 3:47
10. Schitzofrenia – 3:05
11. Turn off the Sound – 3:51
12. Just Like That – 3:07
13. If Only You (utwór dodatkowy)
14. Tokyo (utwór dodatkowy)